# San Francisco Warriors 1965-1966
La stagione 1965-66 dei San Francisco Warriors fu la 17ª nella NBA per la franchigia.
I San Francisco Warriors arrivarono quarti nella Western Division con un record di 35-45, non qualificandosi per i play-off.

## Risultati
| Squadra                | V  | P  | %    | GB |
| ---------------------- | -- | -- | ---- | -- |
| Los Angeles Lakers     | 45 | 35 | 56,3 | -  |
| Baltimore Bullets      | 38 | 42 | 47,5 | 7  |
| St. Louis Hawks        | 36 | 44 | 45,0 | 9  |
| San Francisco Warriors | 35 | 45 | 43,8 | 10 |
| Detroit Pistons        | 22 | 58 | 27,5 | 23 |

## Roster
| N° | Naz.                   | Ruolo | Sportivo       | Anno | Alt. | Peso \|\| |
| -- | ---------------------- | ----- | -------------- | ---- | ---- | --------- |
|    | Stati Uniti (bandiera) | AC    | Will Frazier   | 1942 | 201  | 95        |
| 5  | Stati Uniti (bandiera) | G     | Guy Rodgers    | 1935 | 183  | 84        |
| 7  | Stati Uniti (bandiera) | GA    | Gary Phillips  | 1939 | 191  | 86        |
| 14 | Stati Uniti (bandiera) | A     | Tom Meschery   | 1938 | 198  | 98        |
| 15 | Stati Uniti (bandiera) | G     | Paul Neumann   | 1938 | 185  | 79        |
| 16 | Stati Uniti (bandiera) | G     | Al Attles      | 1936 | 183  | 79        |
| 18 | Stati Uniti (bandiera) | GA    | Keith Erickson | 1944 | 196  | 88        |
| 24 | Stati Uniti (bandiera) | A     | Rick Barry     | 1944 | 201  | 93        |
| 32 | Stati Uniti (bandiera) | AC    | McCoy McLemore | 1942 | 201  | 104       |
| 34 | Stati Uniti (bandiera) | AC    | Bud Olsen      | 1940 | 203  | 100       |
| 42 | Stati Uniti (bandiera) | AC    | Nate Thurmond  | 1941 | 211  | 102       |
| 44 | Stati Uniti (bandiera) | AC    | Fred Hetzel    | 1942 | 203  | 100       |

## Staff tecnico
- Allenatore: Alex Hannum
- Vice-allenatore: George Lee
- Preparatore atletico: Don Watkins